# سفرهای گالیور (فیلم ۱۹۳۹)
سفرهای گالیور (انگلیسی: Gulliver's Travels) یک انیمیشن آمریکایی در ژانر موزیکال به کارگردانی دیو فلیشر است که در سال ۱۹۳۹ منتشر شد. داستان این فیلم برداشتی آزاد از بخش اول رمان سفرهای گالیور نوشته جاناتان سوئیفت بود که در سال ۱۷۲۶ نوشته شده است.
سفرهای گالیور، به سفارش شرکت پارامونت پیکچرز ساخته شد. این فیلم، اولین فیلم از دو فیلم انیمیشن بلند استودیوی فلیشر و دومین فیلم انیمیشن تولید شده توسط یک استودیوی آمریکایی بود که پس از موفقیت سفید برفی و هفت کوتوله (۱۹۳۷) از تولیدات شرکت والت دیزنی، به سفارش این شرکت ساخته می‌شد.

## داستان
در ۵ نوامبر ۱۶۹۹، لموئل گالیور پس از غرق شدن کشتی‌اش در طوفان، بی‌هوش به ساحل سرزمین کوچک‌اندامان «لی‌لی‌پوت» می‌رسد. «گبی»، جارچی شهر، او را پیدا کرده و خبر حضور «غول» را به شهر می‌برد. هم‌زمان، شاه «لیتل» از لی‌لی‌پوت و شاه «بومبو» از بِلفوسکو در حال امضای قرارداد ازدواج میان شاهزاده «گلوری» و شاهزاده «دیوید» هستند، اما بر سر اینکه کدام سرود ملی در مراسم نواخته شود دچار اختلاف می‌شوند. شاه بومبو عصبانی شده و با لغو ازدواج، اعلام جنگ می‌کند.
گالیور توسط مردم لی‌لی‌پوت اسیر می‌شود، اما پس از ترساندن ناوگان بِلفوسکو ، به عنوان یک قهرمان پذیرفته می‌شود. شاه بومبو که شکست خورده، سه جاسوس برای نابود کردن گالیور می‌فرستد. در همین حین، شاهزاده دیوید پنهانی به دیدار شاهزاده گلوری می‌آید و گالیور دلیل واقعی جنگ را می‌فهمد. او پیشنهاد می‌دهد سرودهای دو کشور با هم ترکیب شوند.
بومبو حمله‌ای دیگر ترتیب می‌دهد، اما گالیور با بستن کشتی‌های دشمن و نجات ملوانان، دشمن را شکست می‌دهد. جاسوسان با اسلحه به گالیور شلیک می‌کنند، اما شاهزاده دیوید گلوله را منحرف کرده و به زمین می‌افتد. گالیور از پیکر بی‌جان او برای هشدار درباره بی‌معنایی جنگ استفاده می‌کند. در نهایت، شاهزاده دیوید زنده است و دو کشور صلح می‌کنند، سرود مشترک «Faithful Forever» را می‌پذیرند و گالیور با کشتی جدید، سرزمین را ترک می‌کند.

## صداپیشگان
- سام پارکر در نقش گالیور
- پینتو کالویگ به جای گابی، اسنیتچ ، گالیور (صدای غرغره آب)
- جک مرسر به جای شاهزاده دیوید, پادشاه کوچک، نوک پا راه رفتن، اسنوپ، اسب، سرآشپز سلطنتی
- تد پیرس به جای پادشاه بومبو ، دزدکی حرکت کردن، روستاییان
- لوی وارن به جای شاهزاده گلوری
- جو اوریولو به جای آرایشگر ایتالیایی

## نمایش فیلم در ایران

تبلیغ نمایش فیلم‌های راه مراکش و سفرهای گالیور در روزنامه‌ی اطلاعات ۱۲ اردیبهشت ۱۳۲۵

فیلم «سفرهای گالیور» با عنوان «مسافرت گولیور» برای بار نخست در تاریخ پنج‌شنبه ۱۲ اردیبهشت ۱۳۲۵ خورشیدی در سینما رکس تهران به نمایش عموم درآمد. 
این فیلم، پس از ۱۰ شب نمایش در سینما رکس تهران، در تاریخ یکشبنه ۲۲ اردیبهشت ۱۳۲۵، جای خود را به فیلم صلیب لورن در این سینما داد .